# 藤原俊成女

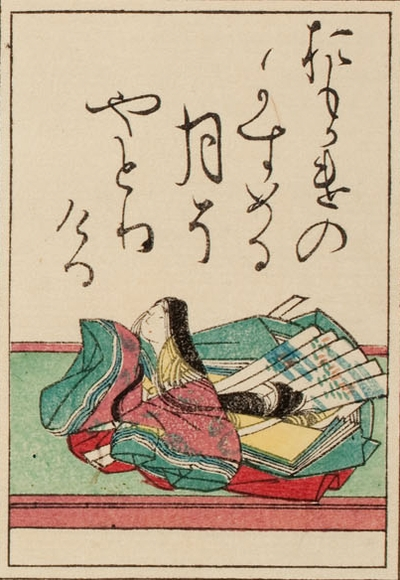
皇太后宮大夫俊成女 - 嘉永四年版女百人一首

藤原俊成女（ふじわら-の-としなり/しゅんぜい-の-むすめ、生没年不詳：1171年（承安元年）頃 - 1251年（建長3年）以後）は、鎌倉時代前期の女流歌人。新三十六歌仙及び女房三十六歌仙の一人。実父は藤原北家末茂流（善勝寺流）出身の尾張守藤原盛頼。実母は藤原俊成の娘、八条院三条。祖父俊成の養女となった。堀川大納言源通具の妻。皇太后宮大夫俊成女、俊成卿女の名で歌壇で活躍、後には侍従具定母、三位侍従母、晩年出家してからは嵯峨禅尼、越部禅尼と呼ばれた。また、藤原定家の『明月記』においては、後鳥羽院出仕以降出家までは、俊成女の住んだ押小路万里小路宅から押小路女房と記されている。

## 経歴
実父藤原盛頼が、1177年（安元3年）に発生した鹿ケ谷の陰謀の首謀者の一人藤原成親の弟として責任を問われ失脚、母方の祖父である藤原俊成に引き取られ娘として養育された。1190年（建久元年）頃に源通具の妻となり一男一女をもうける。しかし、通具が土御門天皇の乳母として権勢を誇る従三位按察局を新妻に迎えるに及んで、行き場のなくなった俊成女は、後鳥羽院歌壇に生きる場を見出す。『新古今和歌集』以降の勅撰集、定数歌、歌合等に多数の作品を残している。1213年（建保元年）出家、以後も歌壇での活躍が続くが、1241年（仁治2年）藤原定家の没後は、播磨国越部庄に隠棲した。1251年（建長3年）以降に書かれた『越部禅尼消息』や、同年9月13夜の影供歌合出詠により、この頃まで健在だったことがわかる。1254年（建長6年）同地で没したともいう。

## 逸話
- 彼女の歌でもっとも有名なのは、『新古今和歌集』 恋歌二の巻頭歌に撰ばれた歌[2]、

この歌によって、彼女は「下燃えの少将」とあだ名されたという。この歌に代表されるように妖艶な歌が多い。技巧的には『源氏物語』や『狭衣物語』などの物語の内容を取り込んだ本歌取りの歌が多い。『無名抄』によると、彼女が公の席などで詠む歌を思案する場合、何日も前から多くの歌集などを繰り返し見て、気がすむまで見終わると、それらをしまって火をかすかに灯して、家の者から離れてじっくり考えたとある。
- 彼女と夫通具の蜜月時代の産物と目される『通具俊成卿女歌合』[3]断片が残されている。また、彼女と通具の歌合に藤原定家が加判したという記録もある[4]。
- 隠棲していた越部庄の里山付近（現在のたつの市新宮町市野保）に俊成女の墓所があり、地元では「てんかさん」[* 3]と呼んで知恵の神様として信仰されている。
- 晩年の『越部禅尼消息』は、藤原為家が『続後撰和歌集』を撰んだことを契機として、歴代の勅撰集についての短評を述べている。この中で、後鳥羽、土御門、順徳の三院が新勅撰和歌集から排除されたことをかなり強い調子で非難[* 4]しており、その点だけを抜き出し紹介された[5]こともあった。

## 作品
勅撰集
| 歌集名         | 作者名表記         | 歌数 | 歌集名         | 作者名表記         | 歌数 | 歌集名         | 作者名表記         | 歌数 |
| -------------- | ------------------ | ---- | -------------- | ------------------ | ---- | -------------- | ------------------ | ---- |
| 千載和歌集     |                    |      | 新古今和歌集   | 皇太后宮大夫俊成女 | 28   | 新勅撰和歌集   | 侍従具定母         | 8    |
| 続後撰和歌集   | 皇太后宮大夫俊成女 | 11   | 続古今和歌集   | 皇太后宮大夫俊成女 | 7    | 続拾遺和歌集   | 皇太后宮大夫俊成女 | 9    |
| 新後撰和歌集   | 皇太后宮大夫俊成女 | 7    | 玉葉和歌集     | 皇太后宮大夫俊成女 | 7    | 続千載和歌集   | 皇太后宮大夫俊成女 | 6    |
| 続後拾遺和歌集 | 皇太后宮大夫俊成女 | 6    | 風雅和歌集     | 皇太后宮大夫俊成女 | 5    | 新千載和歌集   | 皇太后宮大夫俊成女 | 5    |
| 新拾遺和歌集   | 皇太后宮大夫俊成女 | 4    | 新後拾遺和歌集 | 皇太后宮大夫俊成女 | 5    | 新続古今和歌集 | 皇太后宮大夫俊成女 | 6    |

定数歌・歌合
| 名称                       | 時期                       | 作者名表記           | 備考                            |
| -------------------------- | -------------------------- | -------------------- | ------------------------------- |
| 土御門内大臣通親家影供歌合 | 1201年（建仁元年）3月16日  | 新参                 | 勝4負持1不明1                   |
| 八月十五夜撰歌合           | 1201年（建仁元年）         | 俊成卿女             | 勝4持2                          |
| 石清水社歌合               | 1201年（建仁元年）12月28日 | 俊成卿女             | 寂蓮と番い勝1                   |
| 仙洞影供歌合               | 1202年（建仁2年）5月26日   | 俊成卿女             | 寂蓮と番い勝1持2                |
| 水無瀬恋十五首歌合         | 1202年（建仁2年）9月13日   | 俊成卿女             | 勝5負6持4                       |
| 若宮撰歌合                 | 1202年（建仁2年）9月26日   | 俊成卿女             | 勝1負2持1                       |
| 水無瀬桜宮十五番歌合       | 1202年（建仁2年）9月29日   | 皇太后宮大夫俊成女   | 勝1負1持2                       |
| 千五百番歌合               | 1202年（建仁2年）          | 俊成卿女             |                                 |
| 影供歌合                   | 1203年（建仁3年）6月16日   | 俊成卿女             | 勝1負2                          |
| 八幡若宮撰歌合             | 1203年（建仁3年）7月15日   | 俊成卿女             | 勝1負2持1                       |
| 春日社歌合                 | 1204年（元久元年）         | 俊成卿女             | 宮内卿と番い持3                 |
| 元久詩歌合                 | 1205年（元久2年）          | 俊成卿女 俊成女      | 藤原宗親と番い持3無判1          |
| 卿相侍臣歌合               | 1206年（建永元年）7月      | 俊成卿女             | 飛鳥井雅経と番い勝1負2          |
| 賀茂別雷社歌合             | 1207年（建永2年）2月       | 俊成卿女             | 慈円と3番                       |
| 鴨御祖社歌合               | 1207年（建永2年）3月7日    | 俊成卿女             | 後鳥羽院と2番                   |
| 最勝四天王院障子和歌       | 1207年（建永2年）          |                      |                                 |
| 内裏歌合                   | 1213年（建暦3年）7月13日   | 皇大后宮大夫俊成卿女 | 負1持2                          |
| 内裏歌合                   | 1213年（建暦3年）閏9月19日 | 俊成卿女             | 藤原家隆と番い勝1負1持1         |
| 内裏歌合                   | 1214年（建保2年）8月16日   | 皇太后宮大夫俊成卿女 | 勝3負8持4（負7持5とも）         |
| 月卿雲客妬歌合             | 1214年（建保2年）9月30日   | 俊成卿女             | 侍従藤原光家と番い勝1負2        |
| 院四十五番歌合             | 1215年（建保3年）6月2日    | 俊成卿女             | 勝1負1持3                       |
| 建保名所百首               | 1215年（建保3年）10月24日  | 俊成卿女             |                                 |
| 冬題歌合                   | 1217年（建保5年）11月4日   | 俊成卿女             | 久我通光と番い負2持5            |
| 石清水若宮歌合             | 1232年（寛喜4年）3月25日   | 俊成卿女             | 藤原定家と番い勝3               |
| 名所月歌合                 | 1232年（貞永元年）8月15夜  | 三位侍従母           | 藤原為家と番い勝1負1持1         |
| 洞院摂政家百首             | 1232年（貞永元年）         | 三位侍従母           |                                 |
| 院御歌合                   | 1247年（宝治元年）         | 俊成卿女             | 西園寺実氏と番い勝4負3持3       |
| 宝治百首                   | 1248年（宝治2年）          | 俊成卿女             |                                 |
| 九月十三夜影供歌合         | 1251年（建長3年）          | 俊成卿女             | 衣笠前内大臣家良と番い勝2負3持5 |

私家集
- 『俊成卿女家集』（宮内庁書陵部蔵御所本） 184首
- 『俊成卿女家集』（神宮文庫蔵本） 242首

その他
- 『越部禅尼消息』 （1251年（建長3年）以降）：甥（実の従弟）藤原為家に続後撰集に関する評などを送った。
- 物語批評の書『無名草子』の著者を俊成卿女とする説がある。通説では、彼女が三十前後の頃の作とする[* 5]。一方、老境に入っての作とする意見もある[9]。